# Aldo Babič
Aldo Babič, slovenski ekonomist in politik, * 12. marec 1953, Koper.
Med 17. aprilom 1997 in 21. majem 1998 je bil državni sekretar Republike Slovenije na Ministrstvu za promet in zveze Republike Slovenije.